# Хамид, Билл
Абду́л Била́л Хами́д (англ. Abdul Bilal Hamid; 25 ноября 1990, Аннандейл, Виргиния, США), более известный как Билл Хамид (англ. Bill Hamid), — американский футболист, вратарь. Выступал за сборную США.

## Карьера

### Клубная
Билл Хамид родился 25 ноября 1990 года в небольшом городе Аннандейл, Виргиния. Его родители — выходцы из Сьерра-Леоне.
Хамид является воспитанником академии «Ди Си Юнайтед». 2 сентября 2009 года он стал первым воспитанником, который пробился в основной состав команды. Им серьёзно интересовался шотландский «Селтик», но из-за проблем с разрешением на работу трансфер пришлось отклонить. 5 мая 2010 года дебютировал в игре против «Канзас-Сити Уизардс», тем самым став самым молодым вратарем, когда-либо выходившем на поле в истории MLS, побив рекорд Тима Ховарда. 31 марта 2011 года подписал новый контракт с «Ди Си Юнайтед». В сезоне 2011 Билл Хамид стал основным вратарём клуба, отыграв 28 матчей в чемпионате. 15 июля получил красную карточку в игре против «Хьюстон Динамо». 9 ноября вновь заработал удаление в матче плей-офф в игре c «Нью-Йорк Ред Буллз». В целом этот сезон стал удачным для молодого голкипера, сразу после окончания он уехал в расположение английского «Вест Бромвича». В 2013 году «Ди Си Юнайтед» завоевал свой третий Открытый кубок США. Хамид сыграл в финале против «Реал Солт-Лейк», сделав четыре сэйва и оставив свои ворота в неприкосновенности, хотя в четырёх предыдущих матчах играл Джо Уиллис. По итогам сезона 2014 Хамид был признан вратарём года в MLS и был включён в символическую сборную MLS. 30 апреля 2015 года Хамид продлил контракт с «Ди Си Юнайтед» на несколько лет. По итогам сезона 2015 он во второй раз подряд номинировался на звание вратаря года в MLS. В январе 2016 года получил травму бокового мениска правого колена, из-за чего выбыл из строя на пять месяцев. Хамид провёл в «Ди Си Юнайтед» восемь лет, уйдя из клуба по окончании сезона 2017.
25 октября 2017 года клуб датской Суперлиги «Мидтьюлланн» объявил о подписании контракта с Хамидом, рассчитанного до лета 2022 года и вступающего в силу с 1 января 2018 года. Его дебют за «волков» состоялся 12 апреля 2018 года в матче четвертьфинала Кубка Дании против «Хобро». В сезоне 2017/18 он был дублёром Йеспера Хансена, сыграв лишь в одном матче лиги — 22 апреля против «Ольборга».
8 августа 2018 года Хамид вернулся в «Ди Си Юнайтед» на правах полуторагодичной аренды. 9 декабря 2019 года «Ди Си Юнайтед» выкупил Хамида у «Мидтьюлланна» и подписал с ним трёхлетний контракт. Стоимость трансфера составила приблизительно 750 тыс. долларов. 30 июня 2022 года Хамид перенёс операцию на руке, из-за чего был вынужден досрочно завершить сезон. По окончании сезона 2022 срок контракта Хамида с «Ди Си Юнайтед» истёк и он стал свободным агентом.
В феврале 2023 года Хамид был близок к заключению контракта с шотландским «Данди Юнайтед».
20 марта 2023 года Хамид подписал контракт с клубом Чемпионшипа ЮСЛ «Мемфис 901» на сезон 2023. Дебютировал за «Мемфис» 1 апреля в матче против «Майами». 18 августа Хамид и «Мемфис 901» расторгли контракт по обоюдному согласию сторон.

### В сборной
Хамид играл за сборные США юношеских и молодёжных возрастов. 4 августа 2011 года Билл впервые был вызван на сборы в основную сборную своей страны, в преддверии матча против Мексики. 21 января 2012 года состоялся его дебют в матче против сборной Венесуэлы. Принял участие в Золотых кубках КОНКАКАФ 2013 и 2017.

## Достижения
Командные
 «Ди Си Юнайтед»
- Обладатель Открытого кубка США: 2013

 сборная США
- Обладатель Золотого кубка КОНКАКАФ: 2013, 2017

Индивидуальные
- Вратарь года в MLS: 2014
- Член символической сборной MLS: 2014
- Участник матча всех звёзд MLS: 2014